# Mesochorus strigosus
Mesochorus strigosus är en stekelart som beskrevs av Dasch 1974. Mesochorus strigosus ingår i släktet Mesochorus och familjen brokparasitsteklar. Inga underarter finns listade i Catalogue of Life.